# Chika Chukwumerije
Chika Yagazie Chukwumerije (30 de dezembro de 1983) é um ex-taekwondista nigeriano.
Chukwumerije competiu nos Jogos Olímpicos de 2004, 2008 e 2012, na qual conquistou a medalha de bronze, em 2008.